# Elginia

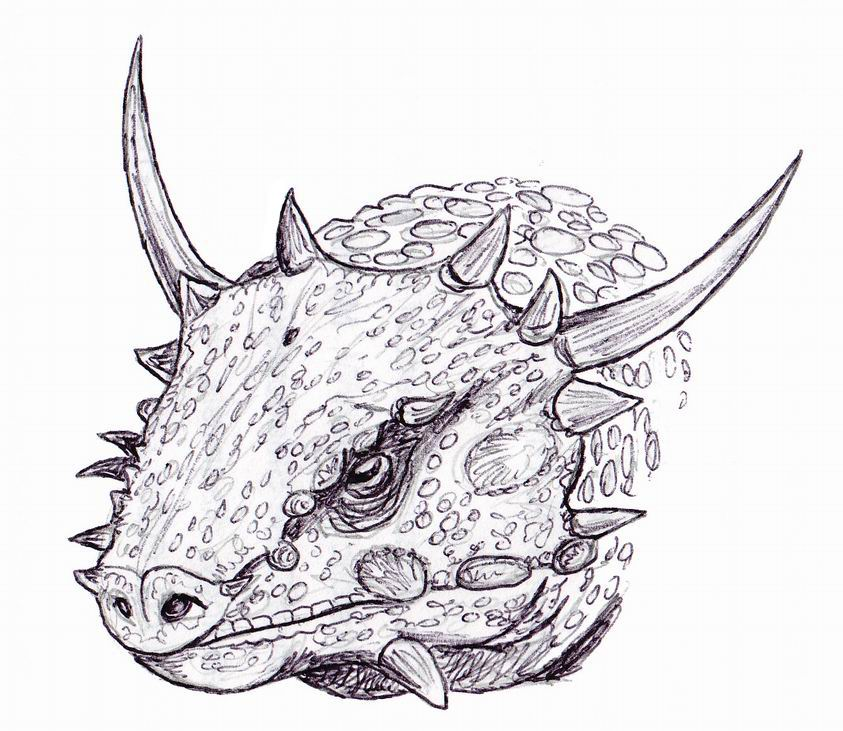
Głowa elginii

Elginia – rodzaj anapsyda z rodziny parejazaurów (Pareiasauridae). Żył w późnym permie na terenie dzisiejszej Europy i Azji. Gatunek typowy E. mirabilis opisano na podstawie szczątków odnalezionych w okolicach Elgin w szkockim Moray; Liu i Bever (2018) opisali gatunek E. wuyongae na podstawie skamieniałości odkrytych w osadach formacji Naobaogou na obszarze Mongolii Wewnętrznej (Chiny). Elginia była jednym z najmniejszych przedstawicieli Pareiasauridae – osiągała zaledwie 60 cm długości, podczas gdy większe formy, takie jak skutozaur i parejazaur, dorastały do nawet 3 m i ważyły ponad pół tony. Czaszka elginii była trójkątna, długości około 15 cm, z jej tyłu wyrastały rogi i kolce. W szczęce znajdowało się 12 par zębów.
Mimo iż parejazaury były w okresie późnego permu pospolitymi zwierzętami, skamieniałości młodych osobników należą do rzadkości. Jednym z niewielu zachowanych okazów jest młodociana Elginia – początkowo opisana jako ogon dicynodonta, a później jako przedstawiciel Procolophonidae.

## Filogeneza
Kladogram Pareiasauridae z zaznaczeniem pozycji elginii
```
 o †
Pareiasauridae
 Cope, 1896 
sensu stricto
?
 |?- “Welgevonden pareiasaur”
 |?- †
Pareiasauria
 
gen. et sp. indet.
 2 [Jalil & Janvier, 2005]
 |--+-- †
Shansisaurus xuecunensis

 |  `--+-- †
Shihtienfenia permica

 |     `--o †
Pareiasuchus

 |        |-- †
P. peringueyi

 |        `-- †
P. nasicornis

 `--+?- †
Sanchuansaurus pygmaeus
 (
sedis mutabilis
)
    |--o 
Pareiasaurus

    |  |?- †
P. strubeni

    |  `-- †
P. serridens

    `--+-- †
Scutosaurus karpinskii
 (Amalitskii, 1922) Hartmann-Weinberg, 1930
       `--+-- †
Arganaceras vacanti
 Jalil & Janvier, 2005
          |-- †
Parasaurus

          |-- “Kupferschiefer pareiasaur”
          `--o †
Elginia

             |?- †
E. gordoni

             `-- †
E. mirabilis
 Newton, 1893
```

## Gatunki
- Elginia mirabilis (typowy)
- Elginia gordoni
- Elginia wuyongae